# Hengshan (köpinghuvudort i Kina, Jiangsu Sheng, lat 31,02, long 120,54)
Hengshan (kinesiska: 横扇, 横扇镇) är en köpinghuvudort i Kina. Den ligger i provinsen Jiangsu, i den östra delen av landet, omkring 200 kilometer sydost om provinshuvudstaden Nanjing. Antalet invånare är 55 499. Befolkningen består av 27 743 kvinnor och 27 756 män. Barn under 15 år utgör 10,0 %, vuxna 15-64 år 78 %, och äldre över 65 år 11,0 %.
Runt Hengshan är det tätbefolkat, med 849 invånare per kvadratkilometer. Närmaste större samhälle är Songlong, 18,7 km nordost om Hengshan. I omgivningarna runt Hengshan växer i huvudsak barrskog.
Genomsnittlig årsnederbörd är 1 712 millimeter. Den regnigaste månaden är juni, med i genomsnitt 277 mm nederbörd, och den torraste är november, med 65 mm nederbörd.